# Phalacronotus apogon
Phalacronotus apogon е вид лъчеперка от семейство Siluridae. Видът не е застрашен от изчезване.

## Разпространение и местообитание
Разпространен е в Бруней, Виетнам, Индонезия (Калимантан и Суматра), Камбоджа, Лаос, Малайзия (Западна Малайзия и Саравак) и Тайланд.
Обитава сладководни басейни и реки.

## Описание
На дължина достигат до 1,3 m.